# Lech Kończak
Lech Kończak – polski dyplomata, dyrektor Instytutu Polskiego w Tbilisi (2018–2023) i Belgradzie (od 2023).

## Życiorys
Ukończył studia etnologiczne w Instytucie Wschodnim Uniwersytetu im. Adama Mickiewicza w Poznaniu. Przez wiele lat, do 2018 pracował w Ambasadzie RP w Tbilisi. 26 maja 2018 powierzono mu założenie Instytutu Polskiego w Tbilisi, którego był dyrektorem do 2023. W 2023 został pierwszym dyrektorem Instytutu Polskiego w Belgradzie.
Autor dwóch książek o tematyce gruzińskiej, w tym biografii malarza Niko Pirosmaniego.
W 2021 został odznaczony gruzińskim Orderem Złotego Runa.
W 2021 otrzymał przyznawaną przez Uniwersytet Warszawski Nagrodę im. św. Grzegorza Peradze.

## Publikacje książkowe
- Lech Kończak, Czarna cerata Pirosmaniego. Życie i twórczość gruzińskiego artysty, Wojnowice: KEW, 2022, ISBN 978-83-7893-278-9. Brak numerów stron w książce
- Lech Kończak, Łukasz Galusek, Tbilisi: o Gruzji, ludziach i dziełach, Biblioteka Europy Środka, Kraków: Międzynarodowe Centrum Kultury, 2022, ISBN 978-83-66419-48-3. Brak numerów stron w książce